# Eutymiusz I (prawosławny patriarcha Antiochii)
Eutymiusz I – prawosławny patriarcha Antiochii w latach 1159–1164. Podobnie jak jego poprzednik przebywał na wygnaniu.